# Russell Maliphant
Russell Maliphant (Ottawa, 1961) è un ballerino e coreografo britannico  di danza contemporanea.

## Biografia
Russell Maliphant ha una formazione di danzatore classico acquisita al London Royal Ballet, che ha lasciato nel 1996, perché ritiene che la compagnia non sia abbastanza interessata alla danza moderna. Decise poi di avviare la propria scuola, la Russell Maliphant School, che è orientata verso la formazione di danzatori di danza contemporanea. Egli privilegia in particolare il lavoro sui contatti e l'equilibrio dei pesi tra ballerini e dà un posto importante al ruolo della luce nella percezione del movimento da parte dello spettatore. Collabora regolarmente con l'impresario canadese Robert Lepage.
Ha apportato una vera e propria svolta nel mondo della danza attraverso la collaborazione, dal 2002, con la ballerina, star internazionale della danza, Sylvie Guillem creando i suoi spettacoli Tow, Broken Fall, Triple Bill e Eonnagata.

## Coreografie principali
- 2009 : Eonnagata con Robert Lepage per Sylvie Guillem
- 2006 : Push, Transmission, e One Part II
- 2005 : Triple Bill per Sylvie Guillem e Transmission
- 2004 : Twelvetwentyone
- 2003 : Broken Fall per Sylvie Guillem e George Piper
- 2003 : Choice
- 2002 : Sheer
- 2002 : Tow per Sylvie Guillem
- 1998 : Critical Mass e Two